# Deportarea coreenilor în Uniunea Sovietică
Deportarea coreenilor în Uniunea Sovietică (rusă Депортация корейцев в СССР, coreeană 고려인의 강제 이주) a fost deportarea a aproape 172.000 coreeni sovietici din Orientul Îndepărtat Rus către zone nepopulate din RSS Kazahă și RSS Uzbekă în 1937 executat de NKVD la ordinele Secretarului CC al PCUS I. V. Stalin și  Președintele Sovietului Comisarilor Poporului al URSS Viaceslav Molotov. Au fost folosite 124 de trenuri pentru mutarea forțată a coreenilor în zone din Asia Centrală aflate la 4.000 km depărtare de locurile de baștină. Motivul oficial al deportării a fost oprirea „infiltrării spionajului japonez în Ținutul Orientului Îndepătat”, dat fiind că, în acea perioadă, coreenii erau supușii Imperiului Japonez, care era rivalul Uniunii Sovietice. Pe de altă parte, istoricii consideră că această operațiune a fost parte a politicii lui Stalin de „curățare a frontierei”. Estimări bazate pe statistici ale populației sugerează că între 16.500 și 50.000 de coreeni deportați au murit de foame, extenuare sau din cauza incapacității de adaptare la noul mediu din exil. 
După ce Nikita Sergheevici Hrușciov a devenit premier în 1953 și a declanșat procesul de destalinizare, el a condamnat deportările etnice staliniste, dar nu i-a menționat pe coreenii sovietici printre naționalitățile exilate. Coreenii deportați au rămas să locuiască în Asia Centrală, s-au integrat în societățile kazahe și uzbece, iar tinerii născuți în exil și-a pierdut treptat cultura și limba. 
Deportarea coreenilor a fost prima deportare sovietică a unei întregi naționalități, experiența căpătată acum de autoritățile sovietice fiind folosită pentru executarea transferurilor de populație în Uniunea Sovietică din timpul și după încheierea celui de-al doilea Război Mondial, când milioane de oameni aparținând altor grupuri etnice au fost colonizați forțat. Istoricii și cercetătorii contemporani consideră această deportare drept un exemplu de politici rasiste și de purificare etnică în Uniunea Sovietică, și în același timp o  crimă împotriva umanității. 

## Contextul istoric
Primii imigranții care au fugit de administrația tiranică din Coreea în Orientul Îndepărtat Rus au fost înregistrați la mijlocul secolului al XIX-lea În penultimul deceniu al secolului al XIX-lea, în satele căzăcești din regiune trăiau 5.300 de coreeni, membri ai 761 de familii. În conformitate cu condițiile unui tratat ruso-coreean semnat la 25 iunie 1884, tuturor coreenilor care trăiau în Extremul Orient până la acea dată li s-a acordat cetățenia și pământ în Imperiul Rus, dar toți ceilalți care aveau să ajungă după 1884 puteau să locuiască aici cel mult doi ani. După anul 1917, un numeroși coreeni au fugit ca să scape de ocupația japoneză. Ei s-au așezat în diferite localități  din Ținutul Primorie. Imigranții coreeni care s-au mutat în Rusia își spuneau „Koryo Saram”. Prin deceniul al treilea al secolului al XX-lea, în Ținutul Primorie trăiau peste 100.000 de coreeni. Țăranii ruși încurajau această imigrație, închirierea terenurilor agricole de către coreeni fiind profitabilă pentru localnici. În acea perioadă, 45.000 de coreeni (30%) au primit cetățenia sovietică. În 1922, 83,4% din totalul familiilor coreenilor sovietici nu dețineau nicio suprafață de teren agricol. Iosif Vissarionovici Stalin a devenit noul Secretar General al Partidului Comunist al Uniunii Sovietice pe 3 aprilie 1922. Venirea la putere a lui Stalin a inaugurat o epocă pe care istoricul american Ben Kiernan a caracterizat-o ca fiind „de departe cea mai sângeroasă din istoria sovietică sau chiar rusă”.
Pe 22 noiembrie 1922, Uniunea Sovietică a anexat așa-numita Republica Cita și a acordat tuturor locuitorilor republicii, inclusiv coreenilor, cetățenia sovietică. Odată cu noua guvernare sovietică, condițiile din regiune au început să se schimbe. Pentru a descuraja continuarea imigrării, între 700 și 800 de coreeni au fost deportați din Ohotsk în Imperiul Japonez în 1925. În același an, autoritățile sovietice au respins propunerea pentru înființarea unei republici autonome coreene în regiune. Rezultatele recensământului sovietic din 1926 au arătat că în regiunea Orientului Îndepărtat locuiau 169.000 de coreeni, 77.000 de chinezi și 1.000 de japonezi. În timpul campaniilor de colectivizare a agriculturii și  deschiaburire a satelor (deculacizare) din anii 1930, anumiți coreeni au fost deportați din Orientul Îndepărtat Sovietic.

Suspiciunile oficialilor sovietici față de coreenii sovietici au crescut după ocuparea Coreei de către japonezi. Sovieticii s-au temut ca nu cumva coreenii să fie folosiți de japonezi pentru spionaj sau pentru propagandă contrarevoluționară. De asemenea, sovieticii se temeau că mai mulți imigranți coreeni ar putea fi folosiți de Japonia ca scuză pentru extinderea granițelor Coreei.
Între 1928 și 1938, violențele antichineze și anticoreene s-au înmulțit în Orientul Îndepărtat Sovietic, rezultatul fiind fuga a aproximativ 50.000 de emigranți coreeni înapoi în Coreea. La 13 aprilie 1928, a fost adoptat un decret sovietic, care prevedea îndepărtarea coreenilor de la granița sovieto-coreeană, de la Vladivostok până în oblastia Habarovsk și colonizarea în locul lor a slavilor, în majoritate soldați demobilizați ai Armatei Roșii. Un plan oficial prevedea mutarea a 88.000 de coreeni fără cetățenie sovietică de la nord de Habarovsk, cu excepția celor care „au făcut dovada loialității și devotamentului complete față de puterea sovietică”.

## Decretul nr. 1428-326ss – planificarea mutării forțate
Pe 17 iulie 1937, Comitetul Central Executiv al URSS a emis o hotărâre prin care toate zonele de frontieră erau declarate „zone speciale defensive”, iar mai multe minorități etnice din aceste regiuni de graniță erau etichetate ca amenințări la adresa securității Uniunii Sovietice. Printre etniile care erau considerate o amenințare se numărau germanii, polonezii și coreenii. Într-un articol din ziarul Pravda, coreenii erau acuzați că acționează ca agenți ai Japoniei. Guvernul sovietic a acționat pentru închiderea granițelor și a inițiat acțiunea de „curățarea a zonei de frontieră”.
Pe 21 august 1937, Sovietul Comisarilor Poporului al Uniunii Sovietice a adoptat decretul nr. 1428-326ss prin care ordona deportarea coreenilor sovietici din Orientul Îndepărtat și hotăra că procesul trebuie încheiat până pe 1 ianuarie 1938. Decretul era semnat de  Președintele Sovietului Comisarilor Poporului al URSS, Veaceslav Molotov, și Secretarul General al Comitetului Central al Partidului Comunist al Uniunii Sovietice, Iosif Vissarionovici Stalin. În decret se stabilea:
 Sovietul Comisarilor Poporului și CC al PCUS (b) decid: 
Pentru a preveni pătrunderea spionajului japonez în teritoriul Orientului Îndepărtat, efectuați următoarele măsuri:
1. Să propună Partidului Comunist (Bolșevici), Comitetului Executiv al deputaților poporului  și NKVD din Teritoriul Orientului Îndepărtat să evacueze întreaga populație coreeană din regiunile de frontieră ale Teritoriului Orientului Îndepărtat ... și să o reinstaleze în regiunea Kazahstanului de Sud, în regiunile Mării Aral și Lacului Balhaș și RSS Uzbece.
2. Să înceapă evacuarea imediată și să o termine până la 1 ianuarie 1938.
3. Să li se permită coreenilor supuși reinstalării să își ia cu ei în timpul mutării averea, bunurile de uz casnic și animalele.
4. Să plătească compensații celor mutați  pentru valoarea bunurilor mobile și imobile și a culturilor lăsate de aceștia.
5. Să nu împiedice coreenii relocați să plece, dacă asta doresc, în străinătate, permițând o procedură simplificată de trecere a frontierei.
6. Comisariatul poporului pentru afaceri interne al URSS să ia măsuri împotriva posibilelor excese și revolte ale coreenilor, în legătură cu evacuarea.
7. Să oblige Sovietul Comisarilor Poporului din RSS Kazahă și RSS Uzbecă să determine imediat zonele și punctele de relocare și să contureze măsurile pentru asigurarea bunăstării economice a relocaților în noile locuri, oferindu-le asistența necesară.
8. Să oblige Comisariatul Poporului al Căilor Ferate să asigure livrarea în timp util a vagoanelor la cererea Comitetului executiv din Orientului Îndepărtat pentru transportul coreenilor relocați și a proprietățile acestora din Teritoriul Orientului Îndepărtat în RSS Kazahă și RSS Uzbecă.
9. Să oblige Comitetul Executiv al Partidului Comunist și Comitetul Executiv al Sovietului Deputaților Poporului din Orientul Îndepărtat să raporteze în termen de trei zile numărul fermelor și al persoanelor care vor fi evacuate.
10. Să crească efectivele trupelor de frontieră cu 3.000 de oameni pentru a întări protecția frontierei în raioane din care migrează coreenii.
11. Să permită Comisariatului Poporului pentru Afaceri Interne al URSS să plaseze polițiști de frontieră în spațiile eliberate de coreeni.

Justificarea oficială a decretului 1428-326ss a fost că planificarea deportării a fost făcută cu scopul de „prevenire a infiltrării spionilor japonezi în Orientul Îndepărtat”, fără să încerce să stabilească cum să fie făcută distincția dintre cei care erau spioni și cei care erau loiali statului, dat fiind faptul că Stalin considera numeroase minorități sovietice posibile  „coloane a cincea”.
Începând cu 29 august 1937, toți polițiștii de frontieră coreeni au fost trecuți în rezervă. La 5 septembrie 1937, au fost trimise urgent Comitetului Executiv pentru Orientul Îndepărtat 12 milioane de  ruble pentru finanțarea acestei operațiuni.

## Deportarea

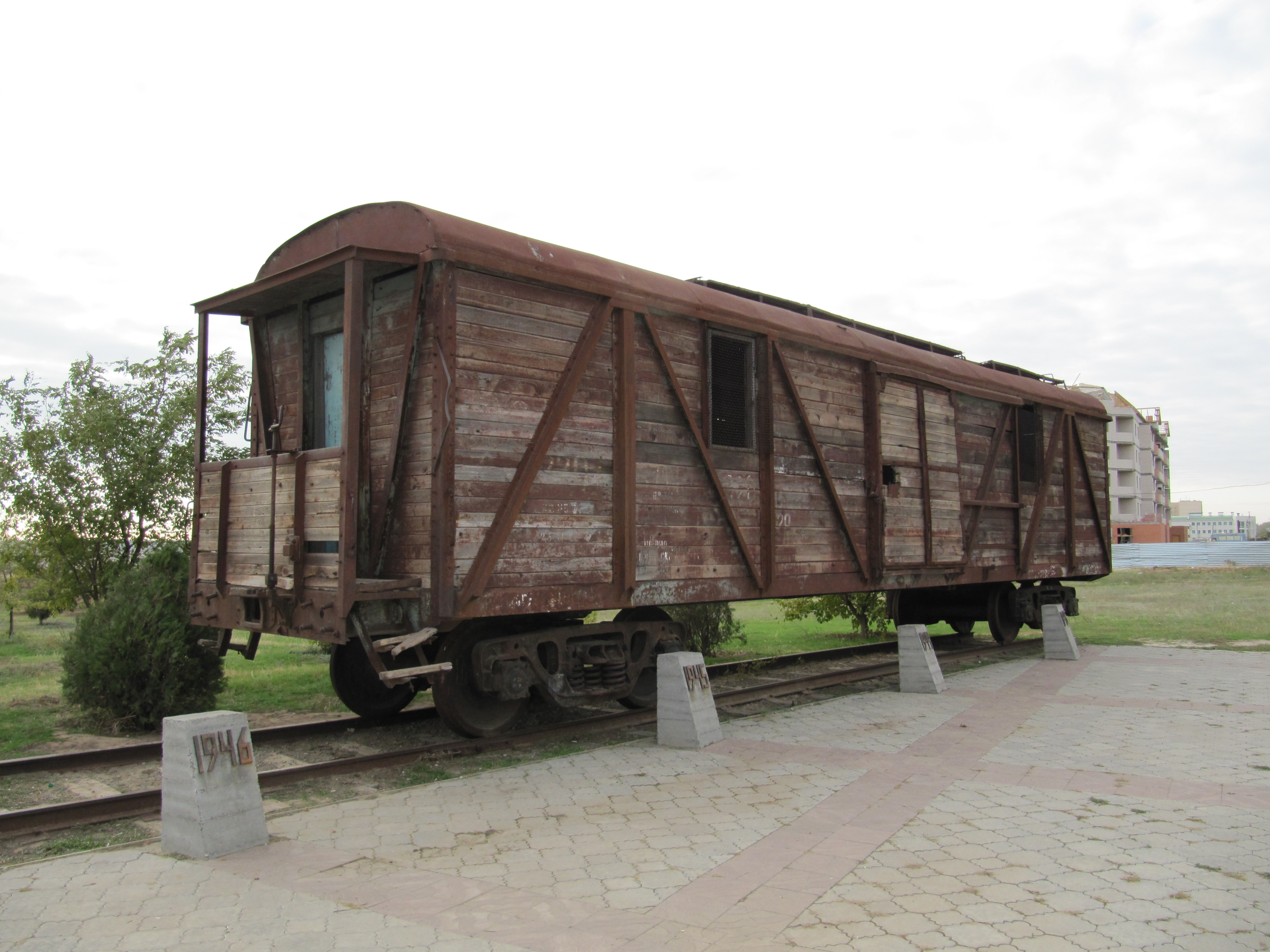
Vagon de tren folosit pentru deportările din Uniunea Sovietică

Chiar dacă decretul a fost emis în august, oficialii sovietici au întârziat punerea acestuia în practica timp de 20 de zile, așteptând să fie finalizată strângerea recoltelor de către coreeni. Primul grup de coreeni format din 11.807 persoane a fost deportat pe 1 septembrie 1937. Coreenii au trebuit să-și părăsească bunurile mobile, primind pentru acestea „chitanțe de schimb”. Aceste chitanțe au fost completate în mare grabă și într-o asemenea manieră încât să nu fie considerate un document legal obligatoriu. Autoritățile sovietice au taxat coreenii deportați cu 5 ruble pentru fiecare zi a călătoriei lor. Acei coreeni care nu s-au opus relocării, au primit 370 de ruble. Ofițerii poliției secrete sovietice, NKVD, au mers din casă în casă și i-au informat pe locatari că trebuie să își adune bunurile și documentele personale, toate alimentele pe care le au în locuință și, în cel mult o jumătate de oră, să fie gata de plecare. Nici o persoană din cele vizate nu a primit un preaviz cu privire la deportare.

Până la sfârșitul lunii septembrie, 74.500 de coreeni au fost evacuați din Spassk, Posiet, Grodekovo, Birobidjan și altele. În a doua fază a deportării, începând cu 27 septembrie 1937, autoritățile sovietice și-au extins căutarea pentru deportarea coreenilor din Vladivostok, Bureatia, Regiunea Cita și Ținutul Habarovsk. Deportații au fost transportați pe calea ferată în 124 de trenuri. În timpul acestei operațiuni,  7.000 de chinezi au fost de asemenea deportați împreună cu coreenii sovietici. În cazul căsătoriilor mixte, dacă soțul era coreean, întreaga familie era supusă deportării. În cazul în care doar soția era coreeană, familia era scutită de deportare. Ofițerii NKVD au primit dreptul să locuiască în casele abandonate ale coreenilor. În fiecare vagon de marfă au fost încărcați împreună cu bagajele lor între 25 și 30 de persoane, adică 5-6 familii. Călătoria deportaților a durat între 30 și 40 de zile. Condițiile de igienă din aceste trenuri au fost foarte proaste. Coreeni au trebuit să gătească, mănânce, doarmă și să își facă nevoile în aceste vagoane de marfă improprii pentru transportul oamenilor.

Într-o scrisoare oficială a lui Nikolai Ejov din 25 octombrie 1937, acesta a raportat că deportarea a fost finalizată, fiind mutate 36.442 de familii coreene. Singurii coreeni rămași, 700 de coloniști din Kamceatka și Ohotsk, uramau să fie deportați până la 1 noiembrie 1937. Din această scrisoare mai aflăm că 2.500 de coreeni au fost arestați în timpul operațiunii. Se presupune că toți au fost împușcați pentru s-au opus deportării.
171.781 persoane au fost deportate în total. Deportații au călătorit cu trenul până la 4.000 km până să ajungă în coloniile speciale din Kazahstanul și Uzbekistanul sovietice. Cel puțin 500 de coreeni au murit în timpul transferului. Corpurile deportaților care au murit de foame sau de boli au fost debarcate în stațiile de cale ferată de pe parcurs. Dacă inițial fusese propusă colonizare coreenilor în șapte regiuni, în cele din urmă ei au fost dispersați în 44 de regiuni.  37.321 dintre deportați au fost trimiși în regiunea Tașkent, 9.147 în regiunea Samarkand, 8.214 în regiunea Fergana, 5.799 în regiunea Horezm, 972 în  regiunea Namangan etc. În total, 18.300 de familii coreene au fost deportate în Uzbekistan și 20,141 în Kazahstan. Unii dintre coreeni au fost recolonizați pentru o a doua oară. De exemplu, 570 de familii coreene au fost mutate din Kazahstan în Regiunea Astrahan, unde au fost trimise să lucreze în industria piscicolă. În cele din urmă, aproximativ 100.000 de coreeni au fost trimiși în Kazahstan și mai mult de 70.000 în Uzbekistan.
În 1940, un număr suplimentar de coreeni a fost relocat, de data aceasta din regiunea Murmansk în Ținutul Altai. Printr-un decret semnat Lavrenti Beria,  675 de familii cu 1.743 de membri, germani, polonezi, chinezi și coreeni, au fost mutate din regiunile de graniță. Pe 10 ianuarie 1943, autoritățile sovietice au hotărât demobilizarea a 8.000 de coreeni din Armata Roșie și trimiterea lor în „batalioane de muncă”, unde au ajuns și alți cetățeni sovietici de etnie coreeană din Asia Centrală. Deportările sporadice ale coreenilor rămași au continuat până în 1946.
Regiuni întregi din Extremul Orient au fost purificate etnic. Oficialii Armatei Roșii au obținut cele mai bune locuințe rămase în urmă. Chiar dacă guvernul sovietic a planificat să colonizeze 17.100 de familii în locul coreenilor, doar 3.700 de familii s-au mutat acolo până în 1939.

## Viața în exil

### Sosirea și repartizarea în colhozuri
Am ajuns la gară pe 31 octombrie. Nu exista nici un adăpost și am stat cu copii mici 5-6 zile în aer liber. Vorbim despre atitudine anti-umană față de coloniști. Încă nu au o casă permanentă. Autoritățile locale nu au intenția de a se ocupa de coloniștii coreeni. 

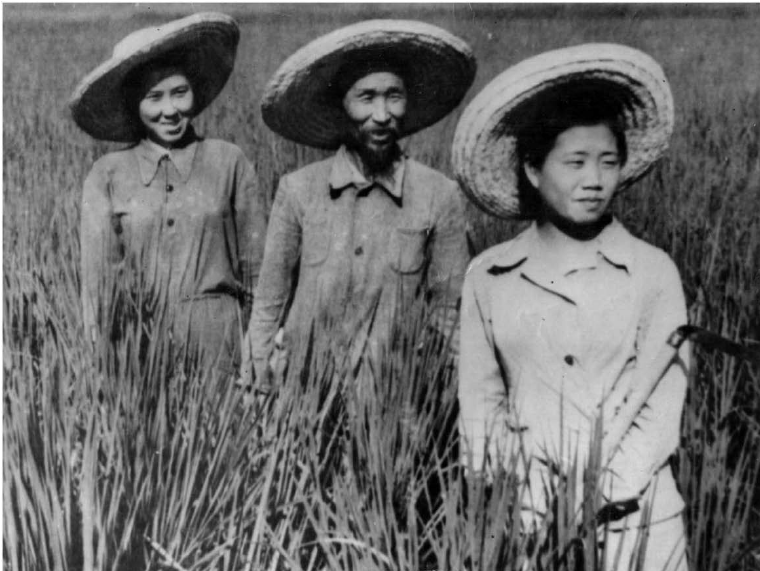
Coreeni deportați din Orinetul Îndepărtat Sovietic într-o fermă agricolă colectivă din Uzbekistan

Deportaților li s-a permis să ia animale cu ei și au primit niște despăgubiri (în medie 6.000 de ruble pe familie) pentru bunurile lăsate în urmă. La sosirea la destinație, unii deportați au fost trimiși în barăci sub supravegherea gardienilor înarmați.
Guvernul sovietic a dat adesea dovadă de neglijență în desfășurarea întregului proces de relocare. Într-un caz, 4.000 de coreeni au sosit cu trenul la Qostanaı pe 31 decembrie 1937. În condițiile unei ierni friguroase, deportații au petrecut aproape o săptămână în vagoanele cu care au fost aduși „mai înainte să existe vreun semn de activitate din partea autorităților locale”.  Oamenii au fost cazați în orice clădire liberă, inclusiv spitale, închisori și depozite abandonate.
Până în octombrie 1938, 18.649 familii coreene au format de 59 colhozuri, în timp ce 3.945 s-au alăturat celor 205 colhozuri deja existente în aceste zone. Unii au trimis scrisori președinților de colhoz, reclamând pericolul izbucnirii foametei sau lipsa de apă potabilă. De asemenea, s-au confruntat cu lipsă de medicamente și, în unele cazuri, cu lipsa locurilor de muncă. Mulți deportați au supraviețuit datorită bunăvoinței localnicilor kazahi sau uzbeci, care le-au oferit hrană sau adăpost, chiar dacă ei înșiși aveau resurse limitate.
Coreenii repartizați în colhozuri au fost trimiși să lucreze pe plantațiile de orez, legume, bumbac sau în industria piscicolă. Autoritățile sovietice nu au reușit să se pregătească în mod corespunzător pentru venirea unui  număr atât de mare de oameni. În unele regiuni au lipsit materialele de construcție pentru locuințe sau școlile noi. În regiunea Tașkent, dintre cele  4.151 case cu două niveluri planificate pentru deportați, doar 1.800 fuseseră finalizate până la sfârșitul anului 1938. Din acest motiv, numeroși deportați au fost obligați să locuiască adăposturi improvizate – barăci, bordeie sau alte asemenea.  Probleme suplimentare au apărut odată cu impunerea unor impozitele ridicate pentru coreeni și furturile din materialele destinate construcției caselor destinate deportaților.

### Bilanțul pierderilor umane
În cursul primilor ani de deportare în Asia Centrală, un număr mare de deportați a murit de foame boli, sau din cauza condițiilor meteo potrivnice. Boli precum tifosul și  malaria au provocat la rândul lor mai multe decese. Estimările bazate pe cercetarea statistică sugerează că numărul total al coreenilor deportați care au murit în exil este între minim 16.500-28.200 și maxim 40.000-50.000 de oameni,, adică o  rată a mortalității de la 10% la 16,3%-25%.

### Integrarea în societățile kazahe și uzbece după deportare
NKVD și  Sovietul Comisarilor Poporului nu au căzut de acord asupra statutului coreenilor deportați. Din punct de vedere oficial, nu au fost considerați „coloniști speciali” și nici nu au fost considerați exilați, deoarece motivul relocării lor nu a fost represiunea. În cele din urmă, la 3 martie 1947, ministrul de interne S. N. Kruglov a semnat o directivă care permite coreenilor deportați să obțină pașapoarte interne, deși acestea puteau fi folosite numai în Asia Centrală și nu și în zonele de frontieră.. În Kazahstan au fost mutate ziarul de limbă coreeană Senbong, teatrul în limba coreeană, institutul pedagogic coreean și depozitele de carte în limba coreeană, ceea ce a transformat această republică sovietică în centrul vieții intelectuale coreene din Uniunea Sovietică.
Datorită eforturilor deosebite pe care le-au depus, coreenii exilați au reușit să obțină posturi înalte în industria, administrația și instituțiile de învățământ locale. Mai multe zeci de coreeni din Kazahstan și Uzbekistan au declarați Eroi ai Muncii Socialiste. Printre aceștia s-au numărat Kim Pen-Hwa, președinte de colhoz; Hwan Man-Kim, membru al Partidului Comunist Uzbec și Lyubov Li, țăran cooperator. După invazia nazistă, un număr mare de coreeni au fost mobilizați în Armata Roșie și au fost trimiși pe front. Unul dintre aceștia, căpitanul Aleksandr Min, a fost decorat post-mortem cu titlul de Erou al Uniunii Sovietice, cel mai înalt titlu onorific și cea mai înaltă distincție a țării. Coreenii au fost aleși în parlamentele Uniunii Sovietice sau ale republicilor din Asia Centrală. În 1970, numărul coreenilor cu o diplomă universitară era de două ori mai mare decât media pe uniune..

## Urmări și moștenire
Cât timp am locuit în Uzbekistan, știam că nu voi fi niciodată acceptat cu adevărat acolo. Oamenii ar întreba întotdeauna: „De ce ești aici?” 
Acest transfer forțat a devenit prima deportare etnică a unei întregi populații în vremea lui Stalin, un exemplu pentru ceea ce avea să urmeze în timpul și după încheierea războiului mondial, când zeci de naționalități au fost dezrădăcinate,. O estimare a numărului total de deportați din Uniunea Sovietică indică peste 3.332.500 de oameni care au fost forțați să își părăsească locurile de baștină.
Chiar dacă deportările anterioare din cadrul procesului de desculacizare au fost justificate ca o luptă împotriva  chiaburilor (culacilor) care au fost declarați „ dușmani de clasă”, deportarea coreenilor a contrazis această politică sovietică, deoarece deportații făceau parte din toate clasele sociale și majoritatea era formată din țărani săraci.
La aflarea veștilor despre relocare, oficialii japonezi au depus în noiembrie 1937 o plângere prin intermediul ambasadei lor la Moscova, susținând că acești coreeni deveniseră cetățeni japonezi după ocuparea Coreei și sovieticii nu au voie să îi maltrateze. Oficialii sovietici au respins plângerea lor, susținând că era vorba de cetățeni sovietici de etnie coreeană.
După moartea lui Stalin în 1953, noul lider sovietic Nikita Hrușciov a început un proces de destalinizare, anulând multe dintre politicile anterioare ale lui Stalin. În discursul său secret din 1956, Hrușciov a condamnat deportările etnice. El nu i-a menționat pe coreeni printre popoarele deportate. În 1957 și 1958, coreenii au depus petiții la autoritățile sovietice prin care cereau reabilitarea completă. Abia în discursul lui Iuri Andropov din octombrie 1982, după ce acesta a devenit Secretarul General al Partidului Comunist, coreenii sovietici au fost menționați drept una dintre naționalitățile care se bucură de drepturi egale.
Între 1959 și 1979, numărul coreenilor a crescut cu 24% în Kazahstan, 18% în Uzbekistan, 299% în Kârgâzstan și 373% în Tadjikistan. Printre consecințele deportării s-au numărat întreruperea oricărui contact cu așezările coreene, pierderea limbii lor materne și a tradițiilor culturale. Potrivit recensământului sovietic din 1970, între 64% și 74% dintre coreenii sovietici vorbeau  coreeana ca prima lor limbă, dar până la începutul anilor 2000, numărul vorbitorilor de coreeană scăzuse la 10%.
Pe 14 noiembrie 1989 Sovietul Suprem a declarat că toate deportările lui Stalin au fost „ilegale și criminale”.  Pe 26 aprilie 1991, Sovietul Suprem al RSFS Rusă, prezidat de Boris Elțîn, a adoptat legea Cu privire la reabilitarea popoarelor supuse represiunii. Această lege denunța la articolul 2 toate deportările în masă. Pe 1 aprilie 1993, a fost emis în Federația Rusă decretul „Cu privire la reabilitarea coreenilor sovietici”, prin care se recunoștea că deportarea lor a fost ilegală și că, teoretic, deportații ar putea reveni în Orientul Îndepărtat.
În perioada post sovietică,  coreenii au început să-și piardă coeziunea culturală, deoarece noile generații nu mai vorbesc coreeana, iar 40% dintre ei trăiesc în familii mixte. În această perioadă, tineri coreeni au călătorit în Extremul Orient rus, încercând să afle dacă ar fi posibil să migreze înapoi în acea regiune și să obțină o zonă coreeană autonomă, dar nu au primit niciun sprijin din partea autorităților rusești sau a localnicilor. În cele din urmă, coreenii au abandonat ideea.
În conformitate cu evidențele Ministerului Afacerilor Externe al Coreei de Sud, în 2013, 176.411 coreeni trăiau în Federația Rusă, 173.832 in Uzbekistan și 105.483 in Kazahstan.

### Analize critice
Istoricul rus Pavel Polian a considerat toate deportările unor întregi grupuri etnice în epoca lui Stalin drept o crimă împotriva umanității.  El a ajuns la concluzia conform căreia adevăratul motiv al deportării a fost politica lui Stalin de „curățare a frontierelor” estice și vestice.
Cercetătorul coreean-kazah German Kim presupune că unul dintre motivele acestei deportări ar fi putut fi intenția lui Stalin de a oprima minoritățile etnice care ar fi putut reprezenta o amenințare la adresa sistemului său socialist, sau ca un mijloc de negociere politică pentru consolidarea regiunilor de frontieră cu Republica Chineză și Imperiul Japonez. În plus, Kim subliniază că 1,7 milioane de oameni au pierit în timpul foametei din 1932-193 din Kazahstan, în timp ce încă un milion a fugit din republica, provocând o lipsă acută de forță de muncă în acea zonă, pe care Stalin a încercat să o compenseze deportând alte etnii acolo. Istoricul Vera Tolz de la Universitatea din Manchester a considerat această deportare a civililor coreeni este un exemplu de  politică rasistă în URSS. Terry Martin, profesor de studii ruse, afirmă ca acest eveniment este un exemplu de purificare etnică. Alexandr Kim, profesor asociat la Academia de Agricolă de Stat din Primorie, este de acord cu afirmația conform căreia coreenii sovietici au fost primele victime ale represiunilor și persecuțiilor etnice din Uniunea Sovietică, în contrast cu politica oficială a egalității dintre popoare. Farid Shafiev, președintele Centrului de analiză a relațiilor internaționale cu sediul în Baku, consideră că politica sovietică a fost întotdeauna una de  rusificarea regiunilor de frontieră, în special a celor asiatice.

## Relațiile din zilele noastre cu Coreea de Sud

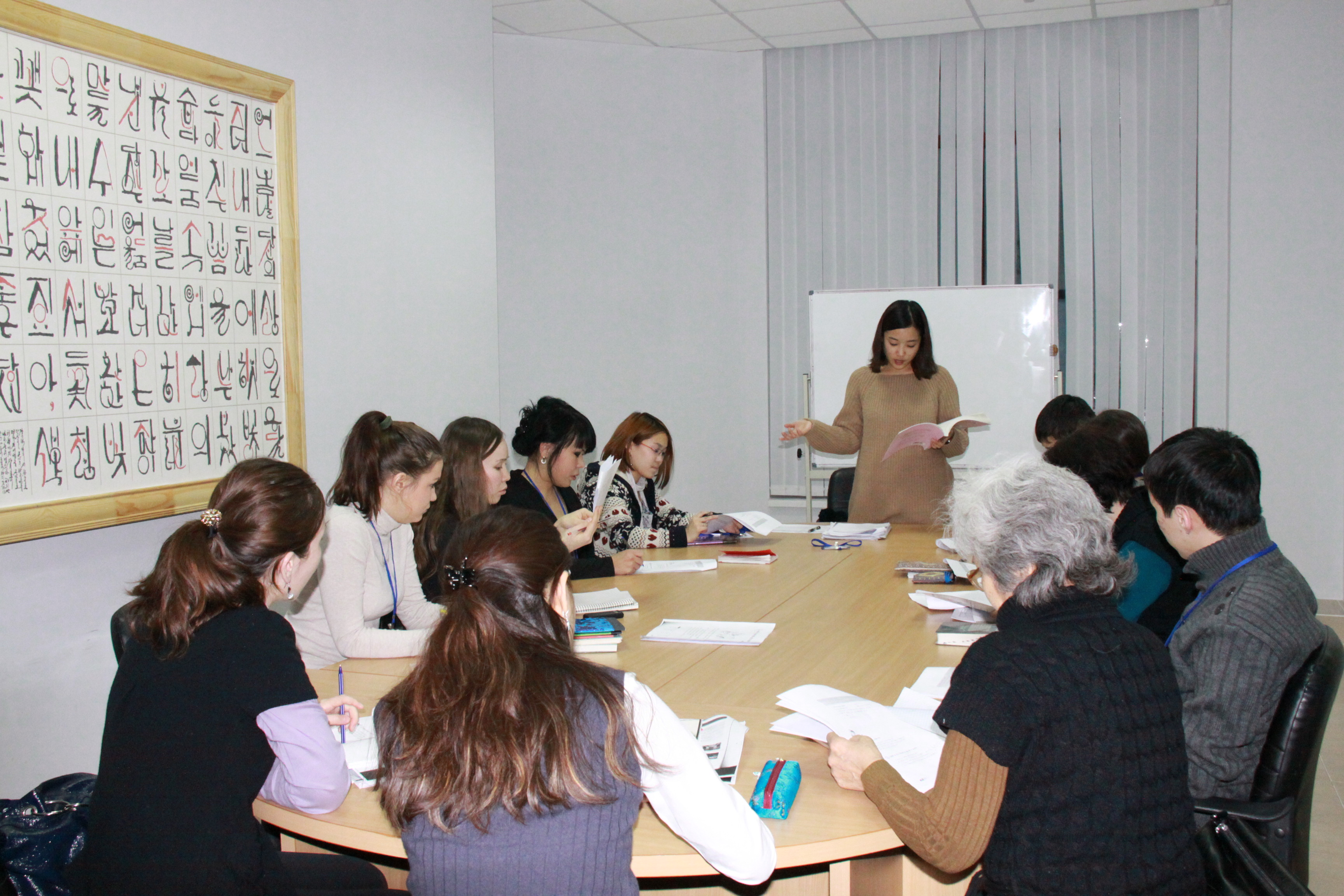
Lecții de limbă coreeană la Centrul Coreean din Kazahstan în 2010

După destrămarea Uniunii Sovietice, mai mulți coreeni din Asia Centrală au călătorit în Coreea de Sud ca să-și viziteze rudele îndepărtate, dar majoritatea lor a refuzat să se mute permanent în patria strămoșilor lor datorită diferențelor culturale și, ca urmare, nu a existat o mișcare importantă de repatriere a coreenilor exsovietici.
Misionari din Coreea de Sud au călătorit în Asia Centrală și Rusia ca să predea gratuit limba coreeană în școli și universități. Muzica K-pop a determinat noua generație de coreeni din Asia Centrală să învețe limba coreeană. Filmele și serialele coreene au fost populare în Uzbekistan în anii 2000, inclusiv în rândul populației locale coreene. Datorită ostilității manifestate de populația locală musulmană din Uzbekistanul independent  față de cei de altă credință, un număr de coreeni uzbeci a ales în cele din urmă să se mute în Coreea de Sud. Schimburile comerciale bilaterale dintre Kazahstan și Coreea s-au ridicat la 505,6 milioane de dolari în 2009. In 2014, Orașul Seul a înființat „Parcul Seul” în Tașkent pentru întărirea legăturilor culturale dintre Coreea de Sud și Uzbekistan. În iulie 2017, la a 80-a aniversare a deportărilor, oficialii din Tașkent au dezvelit un monument al victimelor coreene. La ceremonie a luat parte primarul Seulului, Park Won-soon.

## Vedeți și:
- Deportarea kalmîcilor

## Resurse internet
- German Kim (2004), Deportation of 1937 as  product of Russian and Soviet national policy
- KOKAISL, Petr. Koreans in Central Asia–a different Korean nation. Asian Ethnicity, 2018, 19.4: 428–452. Online
- Victoria Kim (14 iunie 2016). „Lost and Found in Uzbekistan: The Korean Story, Part 1”. The Diplomat. Accesat în 5 mai 2021.